# جنیفر گرنهولم
جنیفر مولرن گرَنْهولم (زادهٔ ۵ فوریهٔ ۱۹۵۹) سیاستمدار، وکیل، آموزگار، نویسنده و مفسر سیاسی کانادایی-آمریکایی است که در حال حاضر به عنوان شانزدهمین وزیر انرژی ایالات متحده آمریکا فعالیت می‌کند. وی که از اعضای حزب دموکرات است، از سال ۱۹۹۹ تا ۲۰۰۳ دادستان کل میشیگان و از سال ۲۰۰۳ تا ۲۰۱۱ چهل و هفتمین فرماندار میشیگان بود. وی اولین زنی بود که به عنوان فرماندار میشیگان فعالیت کرد. در ژانویه ۲۰۱۷، وی به عنوان یک مشارکت کننده سیاسی سی ان ان استخدام شد.
گرانهولم که در ونکوور، بریتیش کلمبیا به دنیا آمد، در چهار سالگی به کالیفرنیا نقل مکان کرد. او در دانشگاه کالیفرنیا، برکلی تحصیل کرد، در سال ۱۹۸۴ با مدرک لیسانس هنر فارغ‌التحصیل شد و سپس دکترای حقوقی را از دانشکده حقوق هاروارد گرفت، جایی که او سردبیر مجله حقوق مدنی هاروارد - بررسی حقوق مدنی بود. او سپس منشی قاضی دیمون کیث از دادگاه تجدیدنظر ایالات متحده برای حوزه ششم شد، در سال ۱۹۹۱ دستیار وکیل ایالات متحده برای ناحیه شرقی میشیگان شد و در سال ۱۹۹۵ به عنوان مشاور شرکت وین کانتی منصوب شد.
گرانهولم در سال ۱۹۹۸ برای دادستان کل میشیگان نامزد شد تا جانشین فرانک جی کلی، رئیس‌جمهور فعلی دموکرات ۳۷ ساله شود. او جان اسمیتانکا، نامزد سال ۱۹۹۴ و وکیل سابق ایالات متحده برای ناحیه غربی میشیگان را با ۵۲ درصد به ۴۸ درصد شکست داد و از سال ۱۹۹۹ تا ۲۰۰۳ خدمت کرد. او در سال ۲۰۰۲ برای جانشینی جان انگلر جمهوری‌خواه برای فرمانداری نامزد شد. او فرماندار انگلر، دیک پستهوموس را با ۵۱ درصد به ۴۷ درصد شکست داد و در ۱ ژانویه ۲۰۰۳ اولین فرماندار زن میشیگان شد. او در سال ۲۰۰۶ در برابر تاجر جمهوری‌خواه، دیک دیووس، مجدداً برای دور دوم انتخاب شد و تا ۱ ژانویه در این سمت خدمت کرد. ۲۰۱۱، زمانی که او به دلیل محدودیت‌های دوره ایالتی، سمت خود را ترک کرد.
او قبل از اینکه باراک اوباما در ژانویه ۲۰۰۹ به قدرت برسد، عضو تیم انتقال ریاست جمهوری بود. پس از ترک منصب دولتی، گرانهولم در دانشگاه کالیفرنیا، برکلی، سمتی گرفت و به همراه همسرش دانیل مولهرن، داستان یک فرماندار: مبارزه برای مشاغل و آینده آمریکا را نوشت که در سال ۲۰۱۱ منتشر شد. او مجری اتاق جنگ با جنیفر گرانهولم در تلویزیون کنونی شد. در ژانویه ۲۰۱۷، او به عنوان یک مشارکت کننده سیاسی CNN استخدام شد.
در ۱۵ دسامبر ۲۰۲۰، جو بایدن، رئیس‌جمهور منتخب، اعلام کرد که قصد دارد گرانهولم را برای ریاست وزارت انرژی ایالات متحده معرفی کند. او در ۲۵ فوریه ۲۰۲۱ توسط سنای ایالات متحده با رای ۶۴–۳۵ تأیید شد.

## زندگی‌نامه
گرانهولم در ونکوور، بریتیش کلمبیا، در خانواده شرلی آلفردا (نام خانوادگی داودن) و ویکتور ایوار گرانهولم، هر دو عابر بانک به دنیا آمد. پدربزرگ و مادربزرگ مادری گرانهولم به ترتیب از ایرلند و نیوفاندلند آمدند. پدربزرگ پدری او هوگو «آندرس» گرانهولم بود که در اواخر دهه ۱۹۲۰ از رابرتسفورز سوئد به پنی، بریتیش کلمبیا، کانادا مهاجرت کرد، جایی که پدرش شهردار بود. وزیر سابق سرمایه‌گذاری و انرژی و معاون سابق نخست‌وزیر سوئد، مود اولوفسون، در Robertsfors زندگی می‌کند، و زمانی که این دو در سوئد ملاقات کردند، رسانه‌ها فاش کردند که شوهر اولوفسون از بستگان گرانهولم است. مادربزرگ پدری او جودیت اولیویا هنریت (سولستاد) گرانهولم بود، مهاجری از جرستاد در جنوب نروژ. او با کشتی SS Bergensfjord از اسلو به هالیفاکس آمد و از آنجا با راه‌آهن به پنی، بریتیش کلمبیا رفت، جایی که عموهایش و چند نفر دیگر یک دهکده چوب بری کوچک ایجاد کرده بودند.
خانواده گرانهولم زمانی که او چهار ساله بود به کالیفرنیا مهاجرت کردند. او در آناهیم، سن خوزه و سن کارلوس بزرگ شد. گرانهولم قبل از فارغ‌التحصیلی از دبیرستان سن کارلوس در سال ۱۹۷۷ و برنده مسابقه زیبایی خانم سن کارلوس شد. در جوانی، او تلاش کرد تا یک حرفه بازیگری در هالیوود را راه‌اندازی کند، اما تلاش‌های خود را در ۲۱ سالگی رها کرد. در سال ۱۹۷۸، او در The Dating Game ظاهر شد، و به عنوان راهنمای تور در استودیو یونیورسال و خدمات مشتریان در لس آنجلس تایمز و اولین راهنمای تور زن در دنیای دریایی آفریقای ایالات متحده آمریکا در شهر ردوود بود که قایق‌های خلبانی می‌کرد. با ۲۵ گردشگر سرنشین.
در سال ۱۹۸۰، در ۲۱ سالگی، او تابعیت ایالات متحده را دریافت کرد، و برای کمپین جان بی اندرسون برای ریاست جمهوری ایالات متحده به عنوان یک مستقل در انتخابات ۱۹۸۰ کار کرد. او سپس در دانشگاه کالیفرنیا، برکلی، اولین فردی که در خانواده اش به کالج رفت، ثبت نام کرد. او در فی بتا کاپا انتخاب شد و در سال ۱۹۸۴ با مدرک لیسانس فارغ‌التحصیل شد. در علوم سیاسی و فرانسه. او در طول یک سال اقامت در فرانسه به قاچاق لباس و لوازم پزشکی به یهودیان شوروی کمک کرد و در جنبش ضد آپارتاید شرکت کرد. او سپس در سال ۱۹۸۷ مدرک دکترای حقوقی را در دانشگاه هاروارد دریافت کرد. در دانشکده حقوق هاروارد، گرانهولم به عنوان سردبیر مجله حقوق مدنی و حقوق مدنی هاروارد، مجله حقوق مترقی پیشرو در ایالات متحده، خدمت کرد.